# Národní jednota pro východní Moravu
Národní jednota pro východní Moravu, též Národní jednota pro východní Moravu v Olomouci, či Národní jednota v Olomouci byla založena roku 1885 (nebo 1886). Svoji činnost podobnou ostatním Národním jednotám rozvíjela na severu a východě Moravy, jmenovitě v okresech: olomouckém, šternberském, šumperském, zábřežském, litovelském, hranickém, berounském, rýmařském, novojičínském a moravsko-ostravském.
Roku 1923 čítala 58 760 členů a 525 odborů. V letech 1918–1923 připravila zřízení 65 menšinových obecných škol, 8 měšťanských škol v Novém Jičíně, Fulneku, Šternberku, Uničově, Šilperku, Písařově, Úsově, Šumperku, Červené Vodě a Mohelnici. Sama vydržovala 14 mateřských škol v Butovicích, Hanušovicích, Hněvotíně, Fulnek, Kladkách, Kyselově, Mariánském Údolí, Mohelnici, Mrsklicích, Suchodole, Šternberku, Úsově a Žilíně. Všechny školy na svém území (obecné, měšťanské, odborné a střední) soustavně podporovala finančně, knihami, pomůckami, vánočními nadílkami a péčí o rodiče dětí. V 80 obcích zřídila lidové knihovny a věnovala do nich 6 000 knih. Pořádala četné přednášky, vzdělávací kurzy, lidové školy, divadla, akademie, vydávala publikace a vlastní měsíčník Stráž Moravy. Vedle toho uplatňovala svůj vliv při sčítání lidu, obecních volbách a pozemkové reformě.
V čele Národní Jednoty východomoravské stál Ústřední výbor, jehož předsednictvo tvořil starosta, I. a II. místostarosta, I. a II. jednatel, pokladník, tajemník úřadu a vedoucí kanceláře. Členy předsednictva Ústředního výboru Národní jednoty pro východní Moravu v Olomouci byli např. Richard Fischer, Oldřich Hlinecký, Felix Časný, Antonín Šprinc, Dr. Bedřich Karel, Emanuel Vojnar, Adolf Kubis, či Antonín Formandl.